# 988年
| 千纪： | 1千纪                                                                                              |
| 世纪： | 9世纪 \| 10世纪 \| 11世纪                                                                          |
| 年代： | 950年代 \| 960年代 \| 970年代 \| 980年代 \| 990年代 \| 1000年代 \| 1010年代                        |
| 年份： | 983年 \| 984年 \| 985年 \| 986年 \| 987年 \| 988年 \| 989年 \| 990年 \| 991年 \| 992年 \| 993年    |
| 纪年： | 戊子年（鼠年）；于阗天兴三年；契丹統和六年；北宋端拱元年；大理廣明三年；越南天福九年；日本永延二年 |

## 大事记
- 弗拉基米爾一世應東羅馬帝國皇帝巴西爾二世的要求派遣士兵以拱衛皇權，巴西爾二世以此組建瓦蘭吉衛隊，巴西爾二世讓妹妹安娜公主下嫁弗拉基米爾一世，後者同意轉宗東正教基督並將向所有國民傳播基督信仰。
- 十一月唐河之戰，宋將李繼隆擊敗遼軍，守住定州。

## 逝世
- 吳越忠懿王錢俶